# Jakszyk, Fripp and Collins
Jakszyk, Fripp and Collins is de naam van een trio dat is samengesteld uit Jakko Jakszyk, Robert Fripp en Mel Collins. Fripp en Collins speelden in de zeventiger jaren samen in King Crimson, terwijl meer recent Jakszyk en Collins lid waren van de 21st Century Schizoid Band waar ook andere oud-leden van King Crimson deel uitmaakten. Het trio bracht in 2011 een album uit. Begeleiders op het album zijn Gavin Harrison (Porcupine Tree en King Crimson) op drums en Tony Levin (eveneens King Crimson) op basgitaar.

## Discografie
- 2011: A scarcity of miracles